# St. Jakob (Ypern)

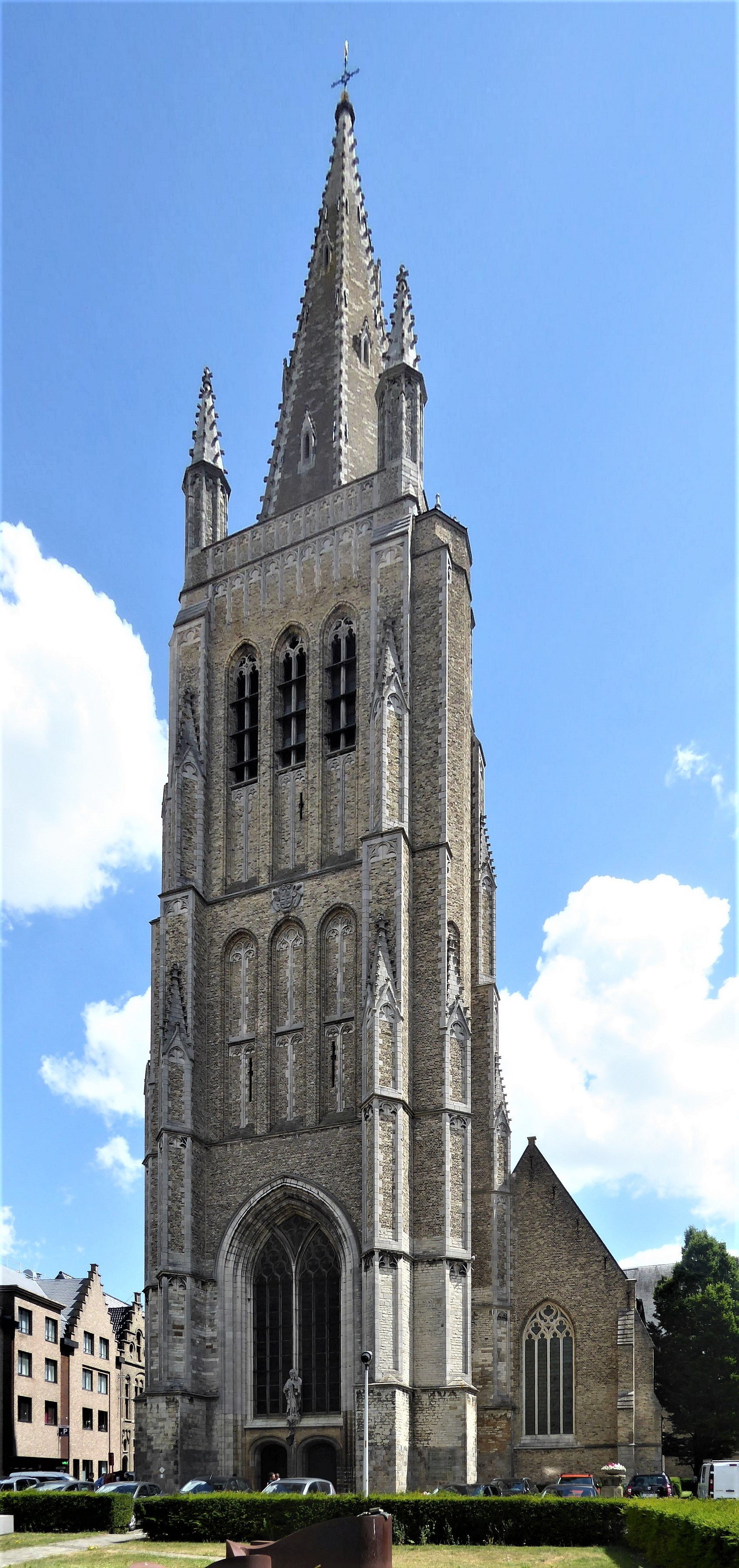
St. Jakob (Ypern)

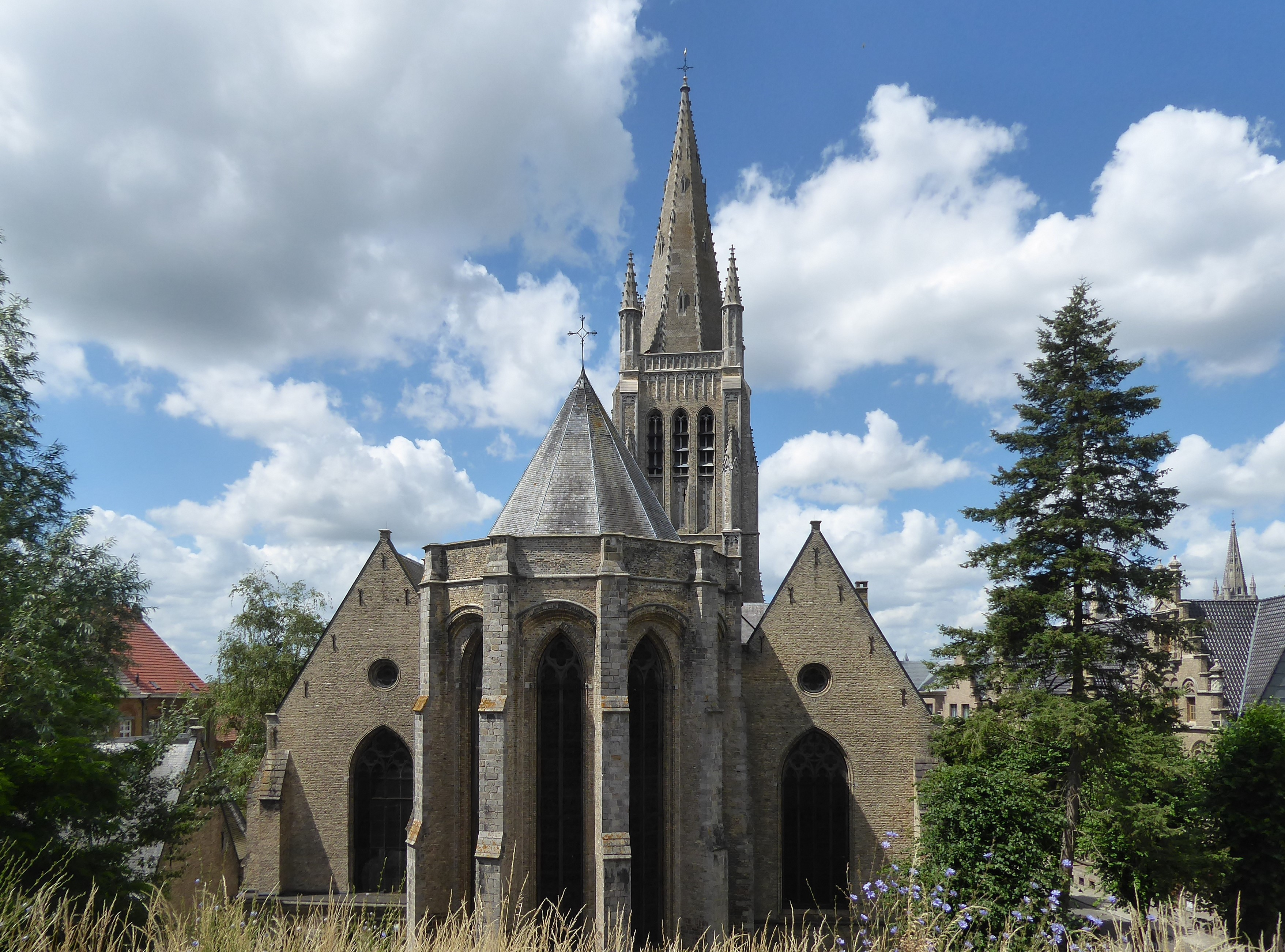
Ostansicht

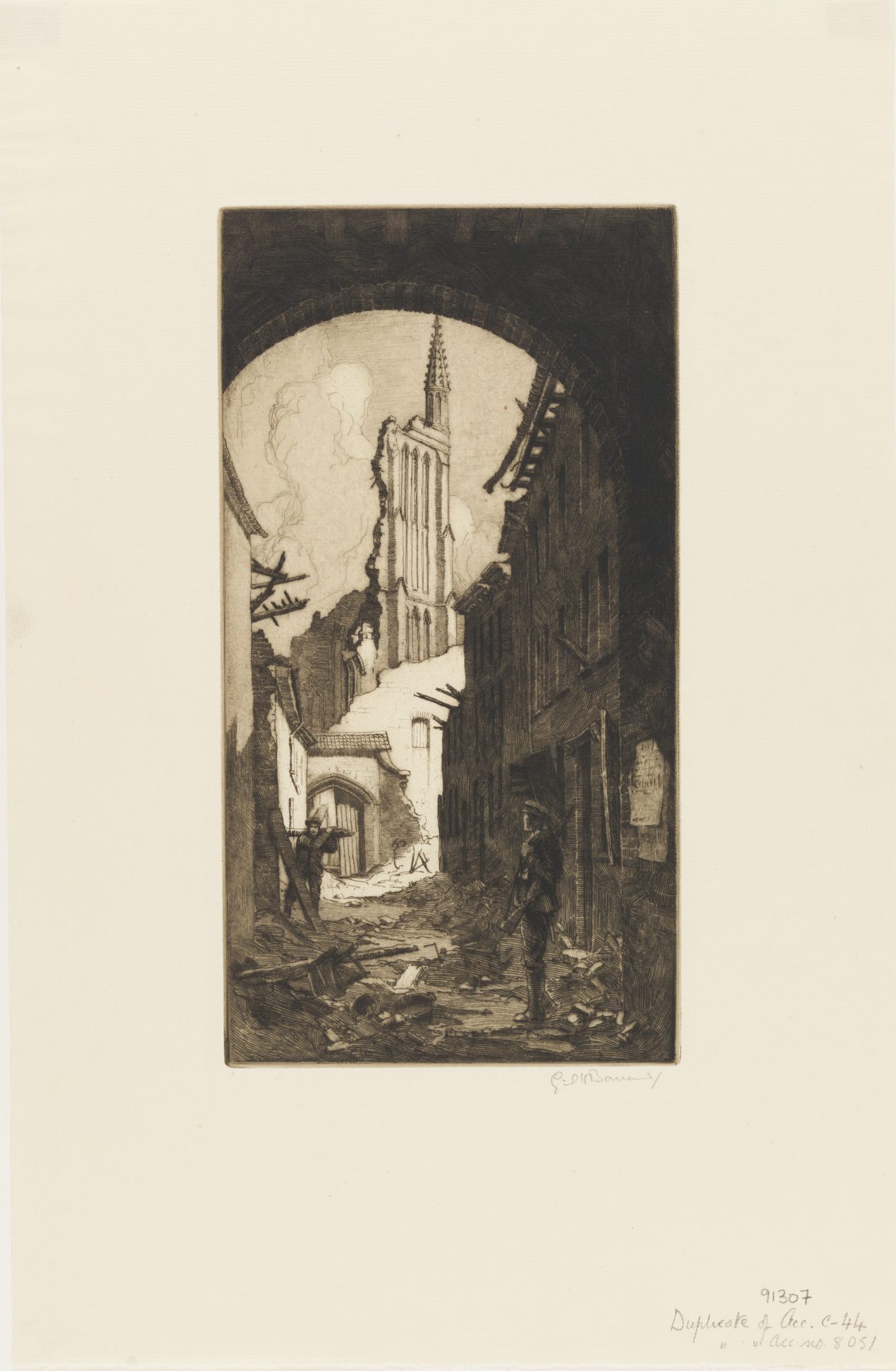
Ansicht der zerstörten Kirche im Jahr 1916 nach Cyril Henry Barraud

Die römisch-katholische Kirche St. Jakob (niederländisch Sint-Jacobskerk (Ieper)) ist eine gotische Pseudobasilika in der Stadt Ypern in der belgischen Provinz Westflandern. Sie gehört zum Bistum Brügge und steht unter Denkmalschutz.

## Geschichte

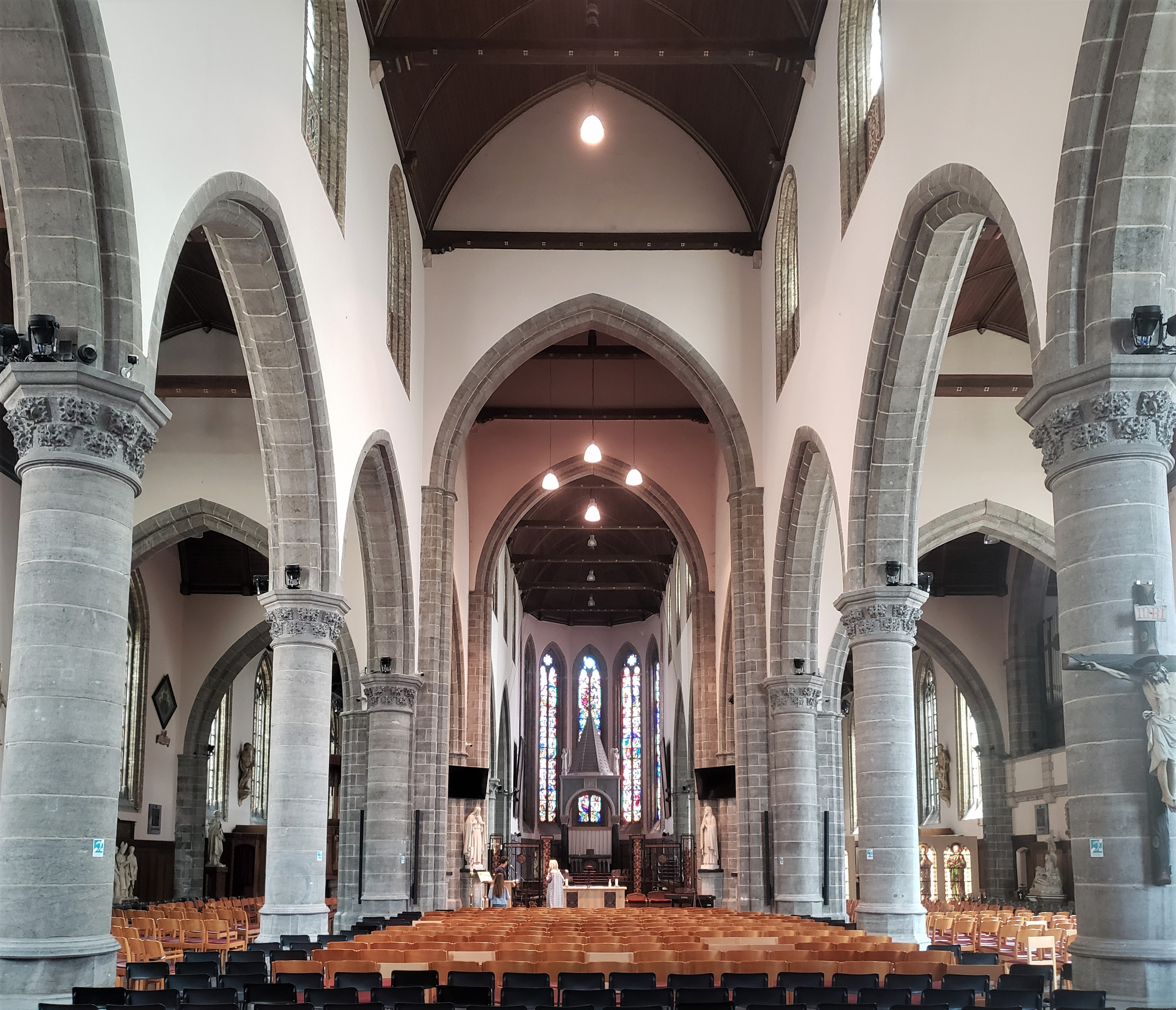
Blick durch das Langhaus

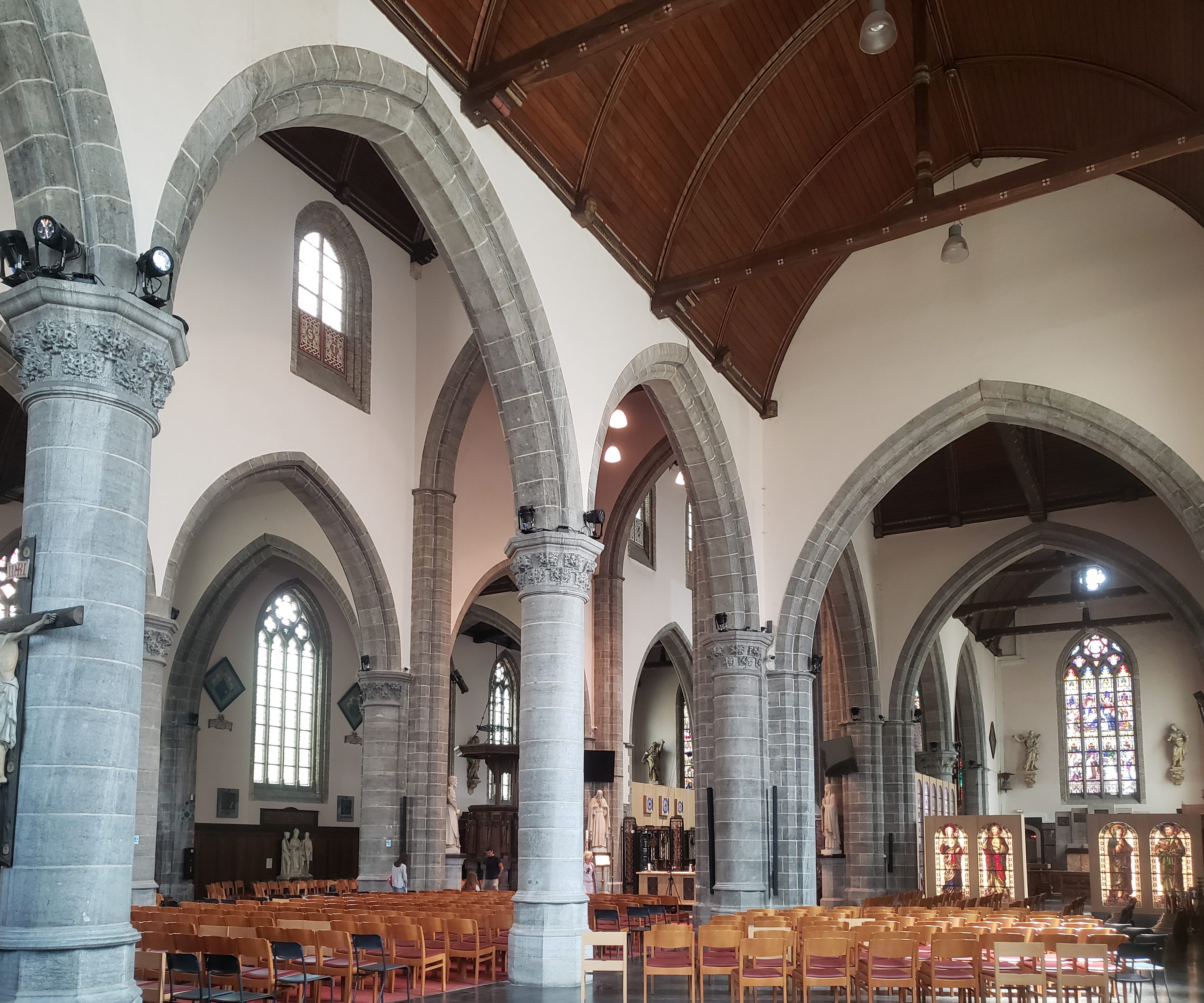
Südliches Seitenschiff

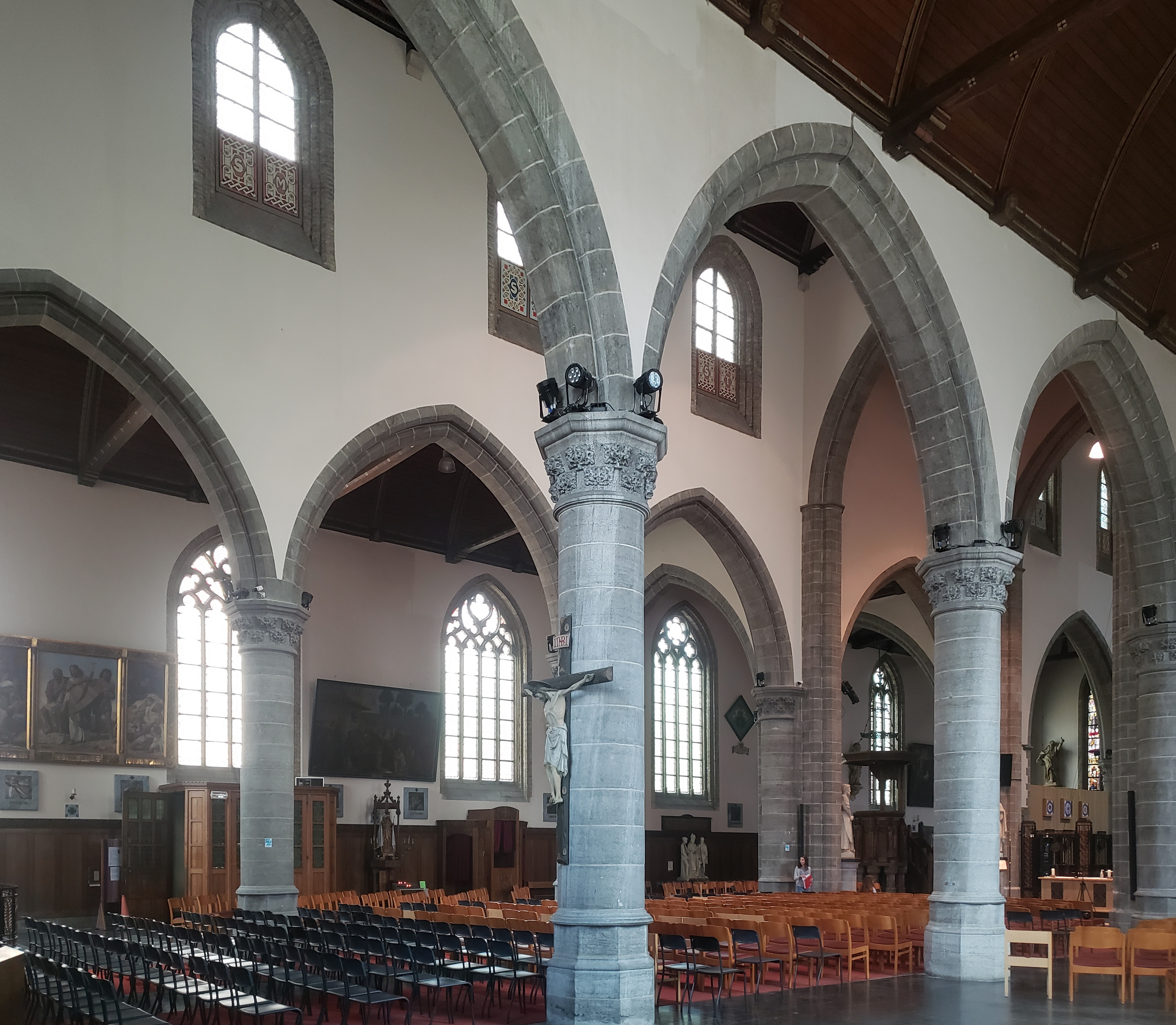
Schrägblick ins Querschiff

Die Ursprünge der Pfarrei sind in der ersten Hälfte des 12. Jahrhunderts zu suchen, wobei der Altar erstmals 1138 ausdrücklich erwähnt wird. Mitte des 12. Jahrhunderts wurde eine dreischiffige romanische Kirche mit Querschiff und flachem Chor, offenbar auch mit Westportal wie in der Peterskirche erbaut. Damals wurde die Kirche 1,80 m unter dem heutigen Niveau gegründet, wobei Eisensandstein als Hauptbaumaterial verwendet wurde (nach den Mauerresten, die bei der Installation der Zentralheizung 1972 gefunden wurden).
Im Laufe des 14. Jahrhunderts wurde die Kirche durch eine gotische Hallenkirche ersetzt, beginnend mit dem Chor, den Seitenchören und dem Pseudoquerschiff, in der auch die für die Scheldegotik typischen Knospenkapitelle erscheinen. Das angrenzende dreischiffige Kirchenschiff mit höherem Mittelschiff wurde im Laufe des 14. oder 15. Jahrhunderts errichtet und ist in gewissem Maße von der Brabanter Gotik beeinflusst, worauf die Kohlblattkapitelle hinweisen. Die Kirche wurde bei der Belagerung von Ypern (1383) beschädigt. Schäden, hauptsächlich im Inneren, entstanden während der Religionskriege in den Jahren 1566, 1578 und danach. Nach vorübergehender Nutzung durch die Geusen erfolgte die Weihe der neuen Kirche im Jahr 1584. Der spätgotische Westturm wurde 1634 unter dem Einfluss der Brabanter Gotik errichtet und aus Geldmangel unvollendet gelassen. Der Westturm bestand aus einem dreischiffigen Baukörper, der provisorisch auf Höhe der Emporen endet und mit einer schmalen, stumpfen Spitze versehen ist. Die Zeichnung in Sanderus (1649) zeigt jedoch einen vollständig ausgearbeiteten Turm nach dem Brabanter Muster, der in einer polygonalen Kuppellaterne mit reicher Bekrönung nach dem barocken Geschmack des 17. Jahrhunderts endet.
Während der Französischen Revolution wurde das Bauwerk 1798 säkularisiert und als Futtermittellager genutzt. Im Jahr 1802 wurde die Kirche restauriert und neu geweiht. In den Jahren von 1909 bis 1912 wurde ein Backsteinturm nach dem Muster der regionalen Gotik mit Gesimsen und vier Ecktürmchen unter der Leitung des Architekten Jules Coomans erbaut. Die Gesamthöhe stieg damit auf 75 m.
Während des Ersten Weltkriegs wurde die Kirche bis auf den Unterbau, in dem noch verschiedene Natursteinarten, darunter Eisensandstein in Teilen des Sockels der Nordfassade, zu finden sind, vollständig zerstört. 1923 wurde das Bauwerk nach den Plänen des Architekten Jules Coomans historisch getreu wiederaufgebaut. Die in der Kirche aufbewahrten Fotos zeigen den Stand der Arbeiten im September 1924 mit dem Bau des Chors, der Seitenchöre und der Seitenschiffe, mit neuen, noch offenen Dachstühlen, dem Mittelschiff im Gerüst und dem bis zum zweiten Stockwerk erhöhten Westturm. Als Materialien diente gelber Ziegelstein mit Verwendung von Naturstein wie Euville, Petit Granit und Braine-Bailleul-Sandstein (nach den Ausschreibungsunterlagen), unter anderem für Sockel, mehrere Strebepfeiler, Ecksteine, Fenstermaßwerk, Verdachung und Krabben.
Der Grundriss dieser Stufenhalle mit höherem Mittelschiff zeigt einen verlängerten Westturm, ein dreijochiges Langhaus, ein nur auf der Südseite vorspringendes Querschiff und einen dreischiffigen, zweijochigen Chor mit bündigen Seitenchören und einer fünfseitigen Apsis vor dem Hauptchor. Die Sakristei und Nebengebäude auf einem L-förmigen Grundriss sind an der Südostseite angebaut. Der Westturm mit teils originalem, teils recht aufwändig restauriertem Unterbau besteht aus Atrecht-Sandstein und Ersatzmaterial; er ist ab dem zweiten Stockwerk mit kleineren Sandsteinschichten und einem neuen Ziegelmaterial ausgemauert. Er ist mit aufwändigen, übereinanderliegenden Eckstrebepfeilern mit überhängenden Vouten und Etagengesimsen gegliedert, die durch durchgehende Gesimse abgegrenzt sind. Besonders gedrungen wirken die gekuppelten Korbbogentüren in profiliertem Sandsteinrahmen, eingefügt in den verlängerten Spitzbogenrahmen des großen Westfensters mit gegabeltem Maßwerk; eine neue Jakobusstatue stammt von E. Sapijn. Das Obergeschoss zeichnet sich durch vollständig oder teilweise blinde Nischen mit Inschriften und steinernem Maßwerk aus. Die bekrönende Balustrade, Ecktürmchen und der polygonale Backsteinturm sind nach dem Vorkriegsplan desselben Architekten gestaltet, der danach die Wiederherstellung leitete.
Das Mittelschiff und die niedrigeren Seitenschiffe sind mit flachen Satteldächern (Schiefer) gedeckt. Der Backsteinbau steht auf einem Sockel hauptsächlich aus Atrecht-Sandstein. Die mit Ankern versehenen West- und Ostgiebel werden durch abgesetzte, übereinander liegende Strebepfeiler gestützt. Die vierbahnigen Bogenfenster sind mit profilierten Ziegeleinfassungen und Natursteinmaßwerk versehen. Die Seiten- und Querhausfassaden sind im Aufriss schlicht und werden von abgestuften Strebepfeilern und Spitzbogenfenstern mit Maßwerk im spätgotischen Stil rhythmisiert: vier Bahnen im Kirchenschiff und drei Bahnen in den Seitenwänden des Chors. Die Chorapsis ist mit hohen, zweibahnigen Fenstern und Strebepfeilern mit massiven Verbindungsbögen versehen. Die Sakristei ist als separates Bauwerk konzipiert, das dem Stil der Rekonstruktion mit regionaler Ausstrahlung entspricht.
Der beachtenswerte Innenraum ist durch räumliche Kontinuität von West nach Ost gekennzeichnet. Der Vorsprung des südlichen Querschiffsarms wird durch die vollständig von unten abgeschlossene Orgelempore mit durchgehender Seitenwandverkleidung eingenommen. Im Erdgeschoss des Turms fangen Blendmaßwerke in den Ziegelwänden und aufsteigende Dreiviertelsäulen aus Sandstein die Eckrippen des hohen Kreuzrippengewölbes mit Ziegelflächen auf, das mit einer Öffnung zum Glockengeschoss versehen ist. Ein großer, profilierter Spitzbogen öffnet sich zum Kirchenschiff. Die Kirchenschiffe sind durch Säulen und Halbsäulen aus Blaustein auf einem achteckigen Sockel gegliedert; die Kohlblattkapitelle und Spitzbögen bestehen aus Brabanter Blaustein. Ein hölzernes Spitztonnengewölbe ist teilweise bemalt und zeigt Gewölberippen, Firstpfeiler und Spannbalken auf Konsolen in jedem Feld. Kreuzförmige Pfeiler aus Blaustein tragen das hölzerne Spitztonnengewölbe im Pseudoquerschiff mit Firstrichtung rechtwinklig zum Kirchenschiff. Der untere Chorbereich ist mit einem parallelen Spitztonnengewölbe und spitzem Triumphbogen als Übergang geschlossen. Die Säulen mit Knospenkapitellen entsprechen dem Stil der Scheldegotik.

## Ausstattung
Die Ausstattung bildet ein bemerkenswertes Ensemble von modernen Ausstattungsstücken und Sitzmöbeln, repräsentativ für die Zwischenkriegszeit, aus den Werkstätten Maredsous unter der Leitung von Peter Braun, darunter Holz- und Marmortäfelungen, Kanzeln und Beichtstühle, Taufbecken, Chorgestühl und Chorschranke. Die Altäre zeigen eine ausgewogene und abwechslungsreiche Zusammengehörigkeit der architektonischen Elemente, geschnitzte Heiligenfiguren, Ornamente und erklärende Texte. Der zeitgenössische Beitrag zeugt von der eigenen Kreativität der Wiederaufbauzeit und belebt die archäologische Rekonstruktion. Unter den Gemälde finden sich eine Anbetung der Hirten, Mitte des 17. Jahrhunderts, von J. Cossiers (Antwerpen) im südlichen Seitenschiff und eine Darstellung einer Prozession rund um die Jakobskirche aus dem Jahr 1896 von A. Hannotiau (Molenbeek), weiter ein Triptychon Vox Dei, datiert 1877, von K. Verlat; außerdem eine Reihe von Gemäldekopien nach großen Meistern, darunter Patinier, Murillo, Rubens, Gaspar de Crayer und weiteren, die von J. Quisthoudt († Ypern, 1953) um 1950 geschaffen wurden. Unter den Skulpturen ist unter anderem eine Madonnenstatue aus dem späten 16. Jahrhundert aus dem 1797 aufgehobenen Dominikanerkloster (Nordchor), eine Heilige Helena, 18. Jahrhundert, im nördlichen Seitenschiff und eine Gruppe von Nothelfern von M. Deraedt († Ypern, 1953). Die Orgel ist ein Werk von J. Anneessens (Menen) aus den Jahren von 1925 bis 1928 mit 19 Registern auf zwei Manualen und Pedal. Die Glasmalereien sind meist einfarbig, außer an der Ost- und Westseite; sie zeigen im Südchor das Leben des heiligen Dominikus und der Theresia von Avila von A. Dobbelaere (Brügge), im Auftrag der Familie Iwens d'Eeckhoute, datiert 13. Juni 1918; im Nordchor das Leben des heiligen Bruno, vom selben Glasmaler, datiert 1929 und im Auftrag von Ancion-Smeesters; die Glasmalereien des Hauptchors wurden von Osterrath aus Lüttich geschaffen. Mehrere Gedenktafeln sind an den Turmwänden, weitere Grabsteine und Gedenksteine an den Westwänden angebracht, unter anderem für Pfarrer E. Dieryckx (1645) und K. L. Grimminck (1676–1728).